# Joan Rivers: A Piece of Work
Joan Rivers: A Piece of Work es una película documental de 2010 sobre la vida y la carrera de la comediante Joan Rivers, que también presenta a Melissa Rivers, Don Rickles y Kathy Griffin.
Tuvo su estreno mundial en el Festival de Cine de Sundance el 25 de enero de 2010.

## Sinopsis
La película sigue a Joan Rivers durante 14 meses, en su mayor parte durante los 76 años de su vida. La película se esforzó por "[despegar] la máscara" y exponer las "luchas, sacrificios y alegrías de vivir la vida como una innovadora intérprete femenina". El New York Times informó de que Stern y Sundberg "tuvieron suerte" con el momento elegido, ya que empezaron a rodar el año antes de que Rivers ganara el concurso Celebrity Apprentice de Donald Trump en 2008.

## Reparto
Todos apareciendo como ellos mismos
- Joan Rivers
- Melissa Rivers
- Kathy Griffin
- Don Rickles

## Recepción de la crítica
Joan Rivers: A Piece of Work recibió críticas positivas de los críticos de cine. Tiene un índice de aprobación del 92% en el sitio web del agregador de reseñas Rotten Tomatoes, basado en 108 reseñas, con un promedio ponderado de 7.65/10. El consenso crítico del sitio dice: "Penetrando la imagen tosca de Rivers, este convincente documental ofrece una mirada honesta detrás de escena de su carrera, y del mundo del espectáculo en general". En Metacritic, la película tiene una calificación de 79 sobre 100, basada en 34 críticos, lo que indica "críticas generalmente favorables".